# اتحاد کالمار
اتحاد کالمار (به دانمارکی، سوئدی و نروژی: Kalmarunionen؛ لاتین: Unio Calmariensis) دوره‌ای از تاریخ اسکاندیناوی است که سه کشور سوئد، دانمارک و نروژ تحت فرمان یک فرمانروا متحد شدند(۱۳۹۷–۱۵۲۳). ازنظر قانونی، این کشورها در امور داخلی خود مستقل بودند اما درنهایت، سیستم اداری آنان به یک پادشاه ختم می‌شد. در ۱۳۹۷ میلادی این اتحادیه تحت فرمانروایی مارگریت اول دانمارک در حدود ۳٬۰۰۰٬۰۰۰ کیلومتر مربع وسعت داشت.